# Jiří Novák (tennista)
Jiří Novák (Zlín, 22 marzo 1975) è un ex tennista ceco.

## Carriera
Novák è passato tra i professionisti nel 1997 e per sei anni è stato il miglior tennista ceco in classifica.
Nel singolare ha vinto 7 tornei raggiungendo il 21 ottobre 2002 il quinto posto in classifica, la sua migliore posizione. Nel doppio invece ha vinto 17 tornei raggiungendo il sesto posto come massima posizione in classifica nel luglio 2001.
Durante il Torneo di Wimbledon 1999 ha eliminato il futuro campione Roger Federer al primo turno.

Si è ritirato nel 2007.

## Statistiche

### Singolare

#### Vittorie (7)
| Legenda                     |
| Grande Slam (0)             |
| Tennis Masters Cup (0)      |
| ATP Masters Series (0)      |
| ATP Championship Series (1) |
| ATP Tour (6)                |

| Titoli per superficie |
| Cemento (2)           |
| Terra rossa (4)       |
| Erba (0)              |
| Sintetico (1)         |

| N° | Data             | Torneo                                     | Superficie    | Avversario in finale | Punteggio               |
| 1. | 14 gennaio 1996  | Heineken Open, Auckland                    | Cemento       | Brett Steven         | 6–4, 6–4                |
| 2. | 1º novembre 1998 | Abierto Mexicano TELCEL, Città del Messico | Terra rossa   | Xavier Malisse       | 6–3, 6–3                |
| 3. | 6 maggio 2001    | BMW Open, Monaco di Baviera                | Terra rossa   | Antony Dupuis        | 6–4, 7–5                |
| 4. | 15 luglio 2001   | Allianz Suisse Open Gstaad, Gstaad (1)     | Terra rossa   | Juan Carlos Ferrero  | 6–1, 6(5)–7, 7–5        |
| 5. | 13 luglio 2003   | Allianz Suisse Open Gstaad, Gstaad (2)     | Terra rossa   | Roger Federer        | 5–7, 6–3, 6–3, 1–6, 6–3 |
| 6. | 10 ottobre 2004  | AIG Japan Open Tennis Championships, Tokyo | Cemento       | Taylor Dent          | 5–7, 6–1, 6–3           |
| 7. | 3 novembre 2004  | Swiss Indoors, Basilea                     | Sintetico (i) | David Nalbandian     | 5–7, 6–3, 6–4, 1–6, 6–2 |

### Doppio

#### Vittorie (18)
| N°  | Data              | Torneo                                     | Superficie    | Compagno       | Avversari in finale                    | Punteggio     |
| 1.  | 11 settembre 1995 | Colombia Open, Bogotà                      | Terra rossa   | David Rikl     | Steve Campbell MaliVai Washington      | 7–6, 6–2      |
| 2.  | 23 ottobre 1995   | Movistar Open, Santiago del Cile           | Terra rossa   | David Rikl     | Shelby Cannon Francisco Montana        | 6–4, 4–6, 6–1 |
| 3.  | 25 marzo 1996     | Grand Prix Hassan II, Casablanca           | Terra rossa   | David Rikl     | Tomás Carbonell Francisco Roig         | 7–6, 6–3      |
| 4.  | 8 luglio 1996     | Allianz Suisse Open Gstaad, Gstaad         | Terra rossa   | Pavel Vízner   | Trevor Kronemann David Macpherson      | 4–6, 7–6, 7–6 |
| 5.  | 29 aprile 1997    | ATP Ostrava, Ostrava                       | Sintetico (i) | David Rikl     | Donald Johnson Francisco Montana       | 6–2, 6–4      |
| 6.  | 2 febbraio 1998   | PBZ Zagreb Indoors, Spalato                | Sintetico (i) | Martin Damm    | Fredrik Bergh Patrik Fredriksson       | 7–6, 6–2      |
| 7.  | 10 agosto 1998    | San Marino CEPU Open, San Marino           | Terra rossa   | David Rikl     | Mariano Hood Sebastián Prieto          | 6–4, 7–6      |
| 8.  | 17 agosto 1998    | RCA Championships, Indianapolis            | Cemento       | David Rikl     | Mark Knowles Daniel Nestor             | 6–2, 7–6      |
| 9.  | 26 ottobre 1998   | Abierto Mexicano TELCEL, Città del Messico | Terra rossa   | David Rikl     | Daniel Orsanic David Roditi            | 6–4, 6–2      |
| 10. | 7 febbraio 2000   | Dubai Tennis Championships, Dubai          | Cemento       | David Rikl     | Robbie Koenig Peter Tramacchi          | 6–2, 7–5      |
| 11. | 10 luglio 2000    | Allianz Suisse Open Gstaad, Gstaad (2)     | Terra rossa   | David Rikl     | Jérôme Golmard Michael Kohlmann        | 3–6, 6–3, 6–4 |
| 12. | 17 luglio 2000    | Mercedes Cup, Stoccarda                    | Terra rossa   | David Rikl     | Lucas Arnold Ker Donald Johnson        | 5–7, 6–2, 6–3 |
| 13. | 30 ottobre 2000   | Stuttgart Masters, Stoccarda               | Cemento (i)   | David Rikl     | Donald Johnson Piet Norval             | 3–6, 6–3, 6–4 |
| 14. | 19 marzo 2001     | Sony Ericsson Open, Miami                  | Cemento       | David Rikl     | Jonas Björkman Todd Woodbridge         | 7–5, 7–6(3)   |
| 15. | 30 luglio 2001    | Canada Masters, Montréal                   | Cemento       | David Rikl     | Donald Johnson Jared Palmer            | 6–4, 3–6, 6–3 |
| 16. | 12 luglio 2004    | Mercedes Cup, Stoccarda (2)                | Terra rossa   | Radek Štěpánek | Simon Aspelin Todd Perry               | 6–2, 6–4      |
| 17. | 12 luglio 2004    | Croatia Open Umag, Umago                   | Terra rossa   | Petr Pála      | Michal Mertiňák David Škoch            | 6–3, 6–3      |
| 18. | 10 luglio 2006    | Allianz Suisse Open Gstaad, Gstaad (3)     | Terra rossa   | Andrei Pavel   | Marco Chiudinelli Jean-Claude Scherrer | 6–3, 6–1      |

## Risultati in progressione

### Singolare
| Sigla | Risultato                        |
| ----- | -------------------------------- |
| V     | Vincitore                        |
| F     | Finalista                        |
| SF    | Semifinalista                    |
| QF    | Quarti di Finale                 |
| 4T    | Quarto turno                     |
| 3T    | Terzo turno                      |
| 2T    | Secondo turno                    |
| 1T    | Primo turno                      |
| RR    | Round Robin (World Finals)       |
| LQ    | Turno di Qualifica (Grande Slam) |
| A     | Assente                          |

| Legenda superfici    |
| Cemento              |
| Terra rossa          |
| Erba                 |
| Superficie variabile |

| Torneo                                          | Torneo                                          | 1995 | 1996 | 1997 | 1998 | 1999 | 2000 | 2001 | 2002 | 2003 | 2004 | 2005 | 2006 | V-S   |
| Grande Slam                                     |                                                 |      |      |      |      |      |      |      |      |      |      |      |      |       |
| Australian Open, Melbourne                      | Australian Open, Melbourne                      | A    | 1T   | 2T   | A    | 3T   | 2T   | A    | SF   | 3T   | 3T   | A    | A    | 13–7  |
| Roland Garros, Parigi                           | Roland Garros, Parigi                           | A    | 2T   | A    | 1T   | 2T   | 1T   | 3T   | 3T   | 4T   | 2T   | 2T   | 1T   | 11–10 |
| Wimbledon, Londra                               | Wimbledon, Londra                               | A    | 2T   | 1T   | 1T   | 2T   | 1T   | 2T   | 2T   | 3T   | 1T   | 3T   | 1T   | 8–11  |
| US Open, New York                               | US Open, New York                               | 1T   | 2T   | 2T   | 1T   | 4T   | 3T   | 3T   | 4T   | 3T   | 3T   | 2T   | 4T   | 20–11 |
| Vittorie-Sconfitte                              | Vittorie-Sconfitte                              | 0-1  | 3-4  | 2-3  | 0-3  | 7-4  | 3-4  | 5-3  | 11-4 | 9-4  | 5-4  | 4-2  | 3-3  | 52-39 |
| Tennis Masters Cup / ATP World Tour Finals      |                                                 |      |      |      |      |      |      |      |      |      |      |      |      |       |
| Masters Grand Prix/ATP Tour World Championships | Masters Grand Prix/ATP Tour World Championships | A    | A    | A    | A    | A    | A    | A    | RR   | A    | A    | A    | A    | 1–2   |
| Masters Series                                  |                                                 |      |      |      |      |      |      |      |      |      |      |      |      |       |
| Indian Wells                                    | Indian Wells                                    | A    | 1T   | 2T   | A    | 1T   | 1T   | A    | 2T   | 2T   | 3T   | 3T   | A    | 5–7   |
| Key Biscayne                                    | Key Biscayne                                    | A    | A    | 2T   | 1T   | 1T   | 3T   | 1T   | 3T   | 2T   | 3T   | 4T   | A    | 6–9   |
| Monte Carlo                                     | Monte Carlo                                     | A    | 2T   | A    | A    | 3T   | 2T   | 1T   | 3T   | 2T   | 1T   | 2T   | A    | 8–8   |
| Roma                                            | Roma                                            | A    | A    | A    | A    | A    | 2T   | A    | SF   | 3T   | QF   | 1T   | 1T   | 10–6  |
| Amburgo                                         | Amburgo                                         | A    | A    | A    | A    | 3T   | 1T   | A    | 3T   | 1T   | 1T   | 3T   | 1T   | 6–7   |
| Montreal / Toronto                              | Montreal / Toronto                              | A    | 2T   | A    | A    | 3T   | SF   | 1T   | SF   | 3T   | 2T   | 2T   | A    | 15–8  |
| Cincinnati                                      | Cincinnati                                      | A    | A    | 3T   | A    | 3T   | 2T   | 2T   | 1T   | 1T   | 1T   | 1T   | A    | 6–8   |
| Madrid Stoccarda                                | Madrid Stoccarda                                | A    | A    | A    | A    | 3T   | 1T   | 3T   | F    | 3T   | 2T   | 1T   | A    | 9–6   |
| Parigi                                          | Parigi                                          | A    | A    | A    | A    | 1T   | 1T   | QF   | 2T   | SF   | 2T   | 1T   | A    | 6–7   |
| Titoli                                          | Titoli                                          | 0    | 1    | 0    | 1    | 0    | 0    | 2    | 0    | 1    | 2    | 0    | 0    | 7     |
| Ranking                                         | Ranking                                         | 53   | 52   | 48   | 75   | 36   | 53   | 29   | 7    | 13   | 24   | 48   | 129  | N-A   |